# Tmesisternus fuscosignatus
Tmesisternus fuscosignatus là một loài bọ cánh cứng trong họ Cerambycidae.